# Kalceina
Kalceina – barwnik fluorescencyjny o wielu zastosowaniach, w czystej postaci tworzący pomarańczowe kryształki.
Kalceina jest wzbudzana światłem niebieskim. Jej maksimum absorpcji przypada na długość fali świetlnej równą 495 nanometrów, a maksimum emisji jest przy 515 nanometrach (kolor zielony). Ma właściwości samowygaszające przy stężeniach powyżej 100 mM.
Tworzy związki kompleksowe z jonami wapnia, co zmienia jej charakterystykę spektralną, i z tego powodu bywa stosowana do fluorymetrycznego oznaczania jonów tego pierwiastka w roztworach oraz układach żywych (na przykład komórkach).
Acetoksymetylowy ester kalceiny, inaczej acetoksymetylokalceina (tak zwana kalceina AM, od ang. calcein AM), ma zdolność swobodnego przenikania przez błony biologiczne. Ta pochodna jest używana do tymczasowego wybarwiania komórek żywych. Acetoksymetylowa grupa modyfikująca zasłania miejsca wiązania wapnia, ale ponieważ motyw ten jest podatny na enzymatyczną degradację, po wniknięciu kalceiny AM do komórki następuje odcięcie tej grupy. Uniemożliwia to jej powrót oraz ponownie umożliwia wiązania wapnia. Rezultatem jest silna, zielona fluorescencja po wzbudzeniu. Mechanizm ten działa tylko w komórkach żywych – w martwych brak odpowiednich enzymów – wobec czego technika ta ma zastosowanie do określania żywotności komórek. Z wykorzystaniem zjawiska jej samowygaszania kalceina może być używana także do śledzenia zmian objętości komórek.
Kalceina bywa także (dzięki wiązaniu wapnia) używana do wybarwiania kości, a nawet całych szkieletów organizmów.